# Ishi

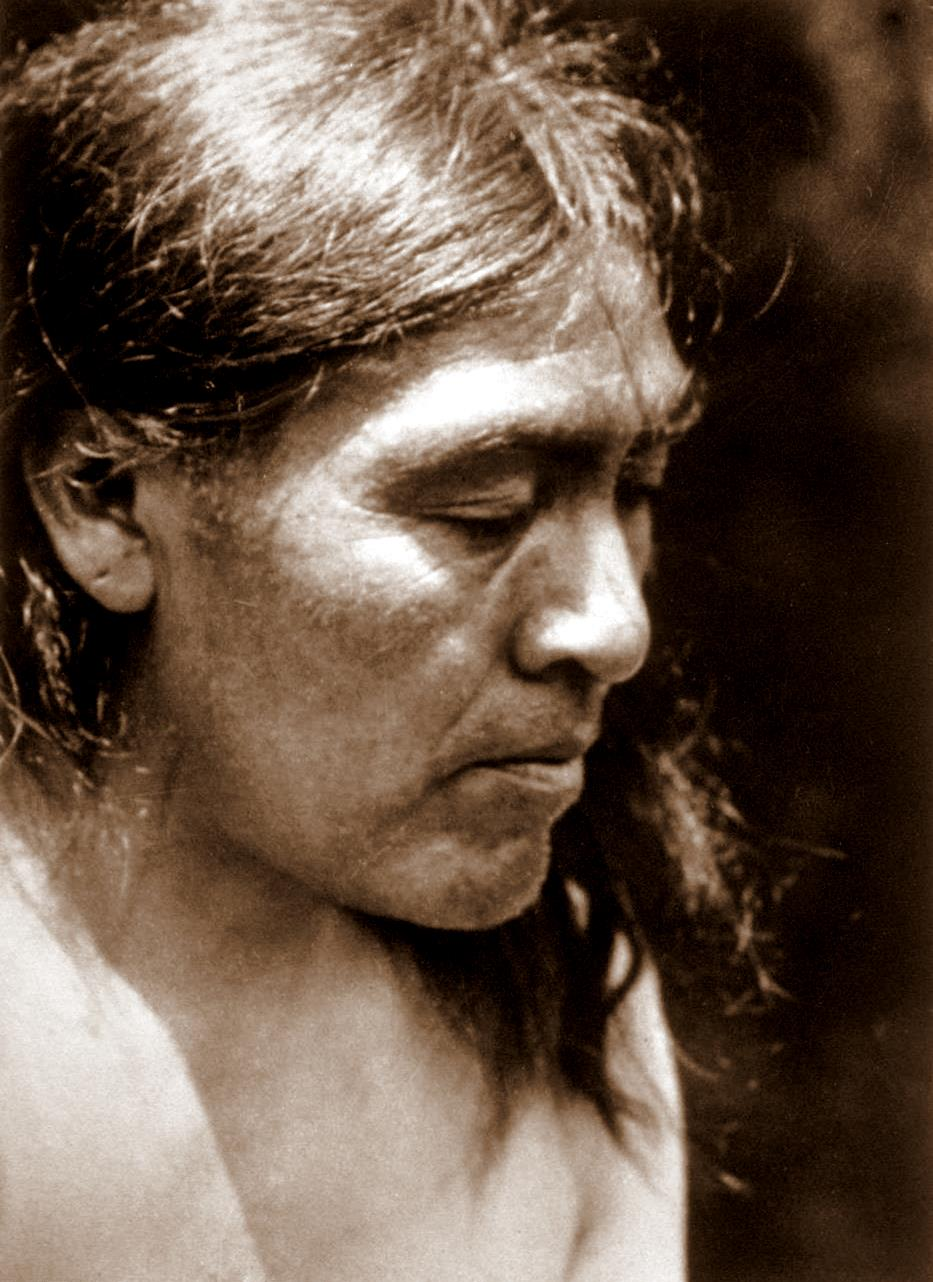
Porträt von Ishi

Ishi (* etwa 1860; † 25. März 1916 in San Francisco, Kalifornien) war der letzte Überlebende der Yahi (Ya = Menschen, hi = Suffix der südlichen Siedlungen), eines Seitenzweigs der Yana-Indianer in Nordkalifornien.

## Leben

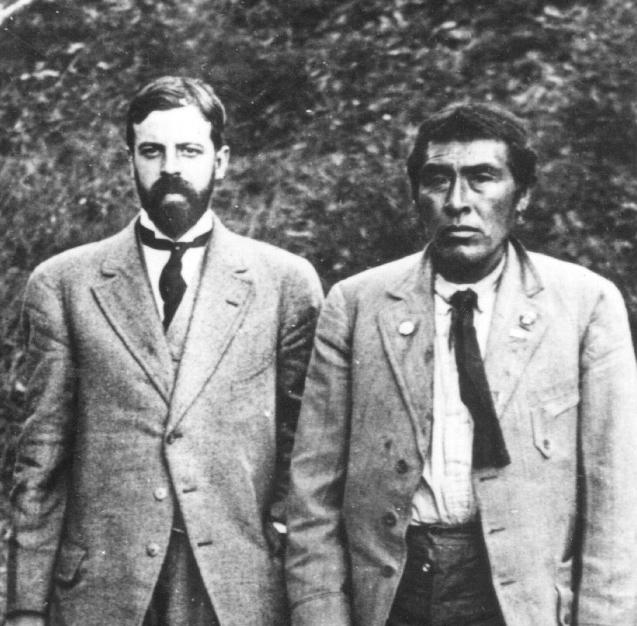
Alfred Kroeber (links) mit Ishi, 1911

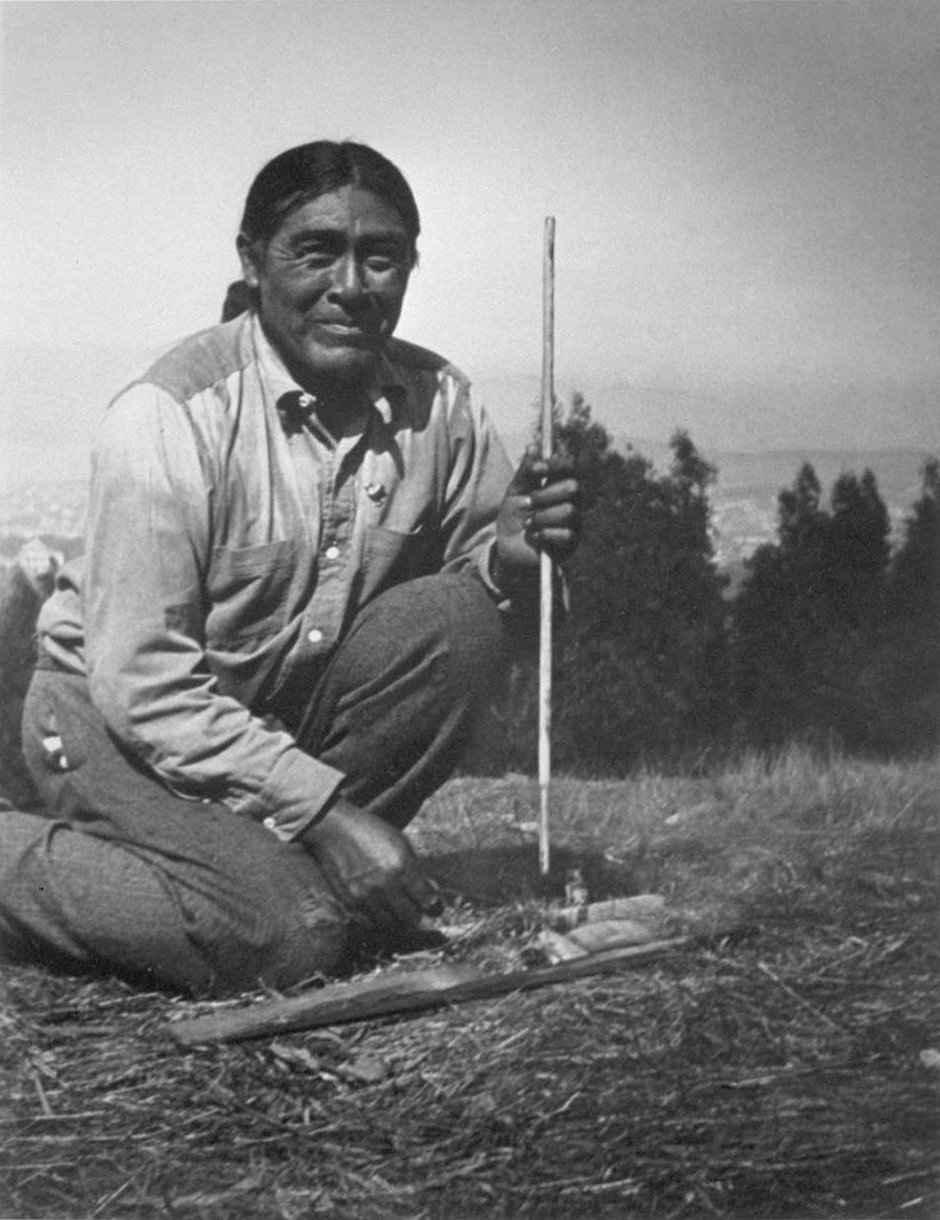
Ishi 1914

Ishi, der letzte bekannte Yahi-Indianer, wurde zwischen 1860 und 1865 in einem der letzten intakten Dörfer des Yahi-Stammes geboren. Bei einem Überfall wurde der größte Teil des Stammes – darunter auch Ishis Vater – getötet. Wenige Jahre später waren von den 300–400 Yahi lediglich sieben Personen übrig, außer einer Person alle nahe miteinander verwandt. Diese Kleinstgruppe zog sich aus Angst in das fast unzugängliche Deer-Creek-Tal zurück, um überleben zu können. Die Gruppe verringerte sich mit den Jahren, so dass um 1908 lediglich Ishi, sein Onkel, seine Mutter und seine – dies ist unklar – Cousine oder Schwester übrigblieben. In den vierzig Jahren, in denen sie sich versteckt gehalten hatten, hatten sie sich mehrere Male neue Zufluchtsstätten gesucht, weil die weiße Zivilisation (Trapper, Landvermesser, Siedler etc.) immer näher kam. Zuletzt lebten sie in einer winzigen Siedlung, die sie im Verborgenen angelegt hatten.
Diese Siedlung wurde durch Landvermesser 1908 entdeckt. Die Gruppe floh, musste aber die nicht mehr gehfähige, schwerkranke Mutter zurücklassen. Die Landvermesser erzählten von ihrer Entdeckung und am nächsten Tag machte man sich auf den Weg zu dieser Siedlung. Sie entdeckten die Frau, nahmen sie aber nicht mit, sondern raubten die meisten Vorräte und Felle, die die Gruppe für den Winter brauchte. Dadurch war ihr Überleben stark gefährdet. Nach diesem Ereignis blieben zwei Personen der Gruppe, der Onkel und die „Schwester“, verschwunden; wahrscheinlich wurden sie bei der Flucht vom reißenden, nahen Bach weggerissen. Ishi pflegte seine Mutter während der nächsten zwei bis drei Jahre. Dann starb sie, und er lebte allein.
Ishi begab sich aus nicht mehr zu rekonstruierenden Gründen zu den Weißen und wurde am 29. August 1911 in Oroville vom Sheriff in der Nähe des Schlachthofes entdeckt, wo ihn seine Kräfte verließen. Verschreckt mangels gemeinsamer Sprache blieb er einige Tage in Gefangenschaft, bis es dem Anthropologen Thomas T. Waterman, der durch Zeitungsmeldungen davon Kenntnis erhalten hatte, gelang, sich auf Basis der Yahi-Sprache mit ihm zu verständigen. Beim Suchen nach Möglichkeiten, ihn in verschiedenen Indianersprachen anzusprechen, nannte er das Wort „siwini“ („Gelbholz“), woraufhin Ishi hellhörig wurde. Für den Anthropologen unfassbar, erkannte er, dass hier ein Indianer vor ihm war, dessen Stamm schon seit 40 bis 50 Jahren als ausgestorben galt. Diesem Indianer wurde der Name Ishi, was in der Yana-Sprache 'Mann' bedeutet, gegeben, da es in seiner Kultur nicht üblich war, jemanden mit seinem richtigen Namen anzusprechen.
Ishi wurde an das Anthropologische Museum der Kalifornischen Universität in Berkeley, San Francisco gebracht, wo er fortan lebte und Berühmtheit erlangte. Er half den dortigen Anthropologen, insbesondere Alfred Kroeber, beim Studium der Yahi-Sprache und -Gebräuche. Im Gegenzug wurde er in die moderne Zivilisation eingeführt, in der er sich dann auch recht gut zurechtfand.
Weiterhin vermittelte er seine Kenntnisse der klassischen indianischen Jagdtechniken sowie des Baues von Jagdbögen an Saxton Pope, der einer der Pioniere der modernen Jagd mit Pfeil und Bogen war.
Waterman, Kroeber und Pope wurden zu Ishis Freunden.
1916 starb Ishi im Krankenhaus des Parnassus Campus der University of California, Berkeley, an Tuberkulose.
In den späten 1990er Jahren kam heraus, dass das Gehirn Ishis nach seinem Tod entnommen worden war, was die Berkeley University jedoch bestritt. Es entstand ein Gerangel um die Herausgabe seines Gehirns an einen indianischen Verband, der ihn würdevoll bestatten wollte. Dies geschah im Jahre 2000 an einem geheimen Ort.
In den letzten Jahren ist auch eine verstärkte kritische Betrachtung des Anthropologen Alfred Kroeber und dessen Behandlung des Indianers festzustellen, so z. B. hinsichtlich des Druckes, Daten von ihm zu erfassen, seinen Körper nach dem Tode zu untersuchen usw. Daher ist die am weitesten in der Öffentlichkeit bekannte Darstellung durch Theodora Kroeber, die mit Alfred Kroeber verheiratet war, teilweise zu hinterfragen.
Im Jahre 2007 wurde er in die Archery Hall of Fame aufgenommen.
Lange Zeit galt Ishi als der letzte Yahi-Indianer, die zu den kämpferischen Völkern gezählt wurden und als „Wilde Indianer“ außerhalb von Reservaten den Überfällen und Massakern durch US-Bürger ausgesetzt waren. Darum wurde er auch als „Der letzte wilde Indianer“ bezeichnet. Auf seiner Urne stand „Ishi, the Last Yana Indian“ (deutsch: „Ishi, der letzte Yana-Indianer“). Neuere Forschung, u. a. durch amerikanische Ureinwohner, rekonstruiert, dass sich Yana-Indianer anderen Stämmen anschlossen und in Reservaten der Ausrottung durch US-amerikanische Bürger, Goldsucher und Indianer-Jäger entgingen. Nachkommen der Yana konnten im Jahr 2000 im Redding Rancheria-Reservat nachgewiesen werden. Ishi selber sollte ursprünglich aus der Haft in ein Indianerreservat in Oklahoma übersiedelt werden.

## Verfilmungen
Ishis Schicksal, als „letzter wild-unverdorbener Indianer“, wurde als Filmthema in Dokumentationen und Spielfilmen verarbeitet:
- Ishi, the Last of his Tribe (dt.: Ishi, der Letzte seines Stammes), Spielfilm USA 1978. In drei Teilen, ca. 150 min lang. Dieses Dokudrama, vom ZDF am 30. April 1983, danach noch einmal zwischen dem 1. und 14. Juni 1986 ausgestrahlt, schildert in eindrucksvollen Szenen das Leben der Kleinstgruppe in den 40 Jahren ihres Versteckens. Es geht um die Angst vor der Entdeckung, um ihre emotionellen Probleme; z. B. die Unmöglichkeit zu heiraten wegen der zu nahen Verwandtschaftsgrade der zuletzt zwei fast Gleichaltrigen; dann um das langsame Schrumpfen der Gruppe, um ihre Verbindung zur Geisterwelt und eben um Ishis Leben in der weißen Welt.

- Ishi, the last Yahi (1992) Dokumentarfilm, von Jed Riffe, als DVD erhältlich[7]. Dieser Film zeigt die Lebensumwelt Ishis wie sie heute aussieht, berichtet über Grabungen und das heute Bekannte über die Yahi-Gruppe. Es werden keine szenischen Darstellungen gezeigt, allerdings die Orte, an denen Ishi lebte. Es wird beschrieben, wie sein Museumsleben verlief, und vieles mit Standbildern und alten Fotos veranschaulicht.

- Last of his Tribe (1992). Dieser Spielfilm beschreibt Ishis Leben nach seinem Auffinden 1911. Es wird gezeigt, wie er durch die aufkommende Anthropologie benutzt wird. Hierbei wird der Anthropologe Alfred Kroeber kritisch dargestellt. Es wird Ishis Verlassenheit und Einsamkeit gezeigt, aber auch durch Rückreisen in das Gebiet sein vorheriges Leben, wie es dort aussah. Inhaltlich gibt es keine szenischen Nachstellungen seines früheren Lebens. Letztlich endet dieser Film mit seinem Tod. Besonders deutlich wird, inwiefern das Interesse der Wissenschaftler mit der Achtung der Menschenwürde kollidierte. Die Anfangsszenen sind allerdings frei erfunden, so z. B., dass seine Cousine/Schwester erschossen wurde.

- Das Schicksal des „letzten Indianers“ (2011, zirka 9 Minuten innerhalb der Folge, Originalfolgentitel: Flying Car, Prison Riot, Dreamland Fire), Folge 12, Staffel 2 der Doku-Reihe Mysterien im Museum (Originaltitel: Mysteries at the museum). Ausgehend von Ishis Felljacke, mit der er in Oroville auftauchte, wird seine Geschichte auf Basis der aktuellen Forschung erzählt.